# Досиета от Панама
Досиетата от Панама (на английски: Panama Papers) е набор от 11,5 милиона поверителни документи създадени от панамската фирма за корпоративни и правни услуги Мосак Фонсека (на латиница Mossack Fonseca). Документите предоставят информация за повече от 214 000 офшорни фирми, включително идентичността на техните собственици и директори.
В архива се назовават и действащите държавни глави на пет държави – Аржентина, Исландия, Саудитска Арабия, Украйна и Обединените арабски емирства. Също така замесени са членове на правителства и близки роднини или приятели на редица други държавни глави от общо над 40 държави включително Китай, Бразилия, Франция, Индия, Малайзия, Мексико, Пакистан, Русия, Южна Африка, Южна Корея, Обединеното кралство и Сирия.
В архива се съдържат документи създадени от 1970-те години до днес. Общият размер е 2,6 терабайта е бил предаден от анонимен източник на немския вестник Зюддойче Цайтунг през 2015 година и по-късно на базирания във Вашингтон Международен консорциум на разследващите журналисти. Документите са разпространени и се анализират от около 400 журналиста от 107 медии в повече от 80 страни. Първите репортажи заедно със 146 документа  са публикувани на 3 април 2016.
Единствен журналист от България, участващ в огласяването на информацията, е Алексения Димитрова (Куртева) За дейността си международният екип от триста журналисти, между които и Алексения Димитрова, получават награда „Пулицър“.
Още от началото официалните власти настояват, че аферата засяга частна фирма и името на Панама не би следвало да се използва за случая. В края на април вицепрезидентът обявява създаването на комисия с международно участие, която да разследва случая, като в нея е привлечен и нобелистът Джоузеф Стиглиц. В началото на август Стиглиц обявява, че се оттегля след като правителството се е отметнало от заявения си ангажимент да оповести публично заключенията и препоръките на комисията